# Josef Boumedienne
Josef Boumedienne, född 12 januari 1978 i Stockholm, är en svensk före detta professionell ishockeyspelare. Han har även ett finskt medborgarskap genom att hans mor är finsk. Hans far är av algerisk härkomst. 
Han har spelat juniorishockey med Sveriges herrjuniorlandslag i ishockey, under 2004 ville han dock spela med Finlands herrlandslag i ishockey vilket stoppades på grund av hans tidigare spel med svenska landslaget. Dock spelade han under 2006 tre landskamper med Tre Kronor. 
Han är hockeyfostrad i Mälarhöjden/Bredäng Hockey och som junior i Huddinge IK och har spelat Elitserieishockey med Södertälje SK och i högsta ligan (SM-liigan) i Finland med Tappara Tammerfors. Han blev 1996 draftad av New Jersey Devils i fjärde ronden, som 91:a valet. Han har spelat i NHL för Washington Capitals, Tampa Bay Lightning, New Jersey Devils och Toronto Maple Leafs. Dock har han spelat flest matcher i farmarligan AHL där han innehar rekordet som den som gjort poäng i flest matcher i följd (2008).
Den 8 juli 2013 meddelade Columbus Blue Jackets att Boumedienne avslutar sin spelarkarriär och blir Europascout för klubben.